# Landtagswahl in Niedersachsen 2017
- SPD: 55
- Grüne: 12
- FDP: 11
- CDU: 50
- AfD: 9

- Regierung: 105
- Opposition: 32

Die Landtagswahl in Niedersachsen 2017 war die Wahl zum 18. Niedersächsischen Landtag und fand am 15. Oktober 2017 statt.
Die SPD konnte dank Zugewinnen die meisten Stimmen holen, während die Grünen als Juniorpartner der bisherigen Regierung stark verloren. Auch CDU und FDP verloren an Stimmen. Die AfD zog bei ihrer ersten Wahl mit sechs Prozent der Stimmen erfolgreich in den Landtag ein; Die Linke verpasste den Einzug trotz Zugewinnen knapp.
Die bisherige rot-grüne Koalition verlor ihre Mehrheit im Landtag, sodass schließlich SPD und CDU eine Große Koalition mit dem Kabinett Weil II eingingen.

## Wahlrecht
Die grundlegende Größe des Landtags beträgt 135 Sitze. Diese werden nach dem D’Hondt-Verfahren proportional auf die Parteien entsprechend ihrer Zweitstimmen verteilt. 87 Mandate werden in ebenso vielen Wahlkreisen über Direktmandate an den Bewerber mit den meisten Erststimmen verteilt; die übrigen Mandate über die Landeslisten der Parteien. Erhält eine Partei mehr Direktmandate als ihr nach ihrem Zweitstimmenergebnis zustünden, wird die Größe des Landtags um das Doppelte dieser Überhangmandate angehoben, sodass auch entsprechende Ausgleichsmandate verteilt werden.

## Ausgangslage

### Vorgezogene Neuwahl
Nach dem Fraktionsaustritt der bisherigen Grünen-Abgeordneten Elke Twesten am 4. August 2017 verlor die Regierungskoalition aus SPD und Grünen ihre Ein-Stimmen-Mehrheit. Ministerpräsident Stephan Weil (SPD) sprach sich daraufhin für rasche Neuwahlen aus und lehnte einen Rücktritt ab. Ursprünglich war die Wahl bereits regulär für den 14. Januar 2018 angesetzt.
Laut Artikel 10 der Verfassung von Niedersachsen kann sich der Landtag mit einer Zweidrittelmehrheit selbst auflösen, wenn mindestens ein Drittel der Mitglieder des Landtages den Antrag auf Auflösung stellt. Innerhalb von zwei Monaten muss dann ein neuer Landtag gewählt werden. Weiter ist ein konstruktives Misstrauensvotum gegen den amtierenden Ministerpräsidenten möglich, das mindestens ein Drittel der Mitglieder unterstützen muss, um zur Abstimmung zu kommen. Der dabei zu wählende Nachfolger muss die absolute Mehrheit der Mitglieder des Landtags erreichen, also 69 Stimmen.
Am 7. August 2017 gab Weil bekannt, einen Beschluss des Landtags über eine vorgezogene Neuwahl am 15. Oktober 2017 anzustreben. Zuvor war über eine Verlegung auf den 24. September 2017 und damit eine Zusammenlegung mit dem Termin der Bundestagswahl 2017 diskutiert worden. Die Landeswahlleiterin Ulrike Sachs äußerte die Ansicht, dass dies aus verfassungsrechtlichen und organisatorischen Gründen nicht in Frage komme.
Am 21. August beschloss der Niedersächsische Landtag mit 135 von 137 Stimmen seine Selbstauflösung. Das hierfür erforderliche Quorum lag bei 91 Stimmen.

### Im Landtag vertretene Fraktionen
| Fraktion / Landesverband | Fraktion / Landesverband                    | Wahl 2013 | Wahl 2013 | Sitze zuletzt |
| Fraktion / Landesverband | Fraktion / Landesverband                    | Stimmen   | Sitze     | Sitze zuletzt |
| ------------------------ | ------------------------------------------- | --------- | --------- | ------------- |
|                          | Christlich Demokratische Union Deutschlands | 36,0 %    | 54        | 55            |
|                          | Sozialdemokratische Partei Deutschlands     | 32,6 %    | 49        | 49            |
|                          | Bündnis 90/Die Grünen                       | 13,7 %    | 20        | 19            |
|                          | Freie Demokratische Partei                  | 09,9 %    | 14        | 14            |

## Parteien und Kandidaten
Insgesamt wurden 15 Landeslisten und 544 Kreiswahlvorschläge zugelassen:
| Partei                                                                                        | Partei            | Spitzenkandidatur    | Listen- kandidaturen | Direkt- kandidaturen |
|                                                                                               | Kurzbezeichnung   | Spitzenkandidatur    | Listen- kandidaturen | Direkt- kandidaturen |
| --------------------------------------------------------------------------------------------- | ----------------- | -------------------- | -------------------- | -------------------- |
| Christlich Demokratische Union Deutschlands in Niedersachsen                                  | CDU               | Bernd Althusmann     | 121                  | 87                   |
| Sozialdemokratische Partei Deutschlands                                                       | SPD               | Stephan Weil         | 100                  | 87                   |
| BÜNDNIS 90/DIE GRÜNEN                                                                         | GRÜNE             | Anja Piel            | 49                   | 83                   |
| Freie Demokratische Partei                                                                    | FDP               | Stefan Birkner       | 83                   | 86                   |
| DIE LINKE. Niedersachsen                                                                      | DIE LINKE.        | Anja Stoeck          | 21                   | 87                   |
| Alternative für Deutschland Niedersachsen                                                     | AfD Niedersachsen | Dana Guth            | 23                   | 63                   |
| Bündnis C – Christen für Deutschland                                                          | Bündnis C         | –                    | –                    | 1                    |
| Bündnis Grundeinkommen Landesverband Niedersachsen – Die Grundeinkommenspartei                | BGE               | Thomas Rackow        | 9                    | 0                    |
| Deutsche Mitte – Politik geht anders...                                                       | DM                | Mathias Lenz         | 5                    | 0                    |
| Die Grauen – Für alle Generationen, Landesverband Niedersachsen                               | Die Grauen        | –                    | –                    | 1                    |
| FREIE WÄHLER Niedersachsen                                                                    | FREIE WÄHLER      | Udo Striess-Grubert  | 16                   | 15                   |
| Liberal-Konservative Reformer Niedersachsen                                                   | LKR Niedersachsen | Bernhard Maria Vogel | 11                   | 5                    |
| Ökologisch-Demokratische Partei, Landesverband Niedersachsen                                  | ÖDP               | Martin Dreß          | 10                   | 1                    |
| Partei für Arbeit, Rechtsstaat, Tierschutz, Elitenförderung und basisdemokratische Initiative | Die PARTEI        | Julian Klippert      | 34                   | 11                   |
| PARTEI MENSCH UMWELT TIERSCHUTZ Landesverband Niedersachsen                                   | Tierschutzpartei  | Susanne Berghoff     | 5                    | 0                    |
| Piratenpartei Niedersachsen                                                                   | PIRATEN           | Thomas Ganskow       | 9                    | 7                    |
| V-Partei³ – Partei für Veränderung, Vegetarier und Veganer                                    | V-Partei³         | Edmund Treib         | 9                    | 0                    |
| Einzelbewerber                                                                                | Einzelbewerber    | –                    | –                    | 10                   |

Parteien, die nicht in Bundes- oder Landtag vertreten sind oder bei der letzten Bundestagswahl mindestens 5 Prozent der gültigen Stimmen in Niedersachsen errangen, mussten zur Wahlzulassung bis zum 11. September mindestens 2000 Unterstützerunterschriften für eine Landesliste und jeweils 100 Unterstützungsunterschriften für jeden Kreiswahlvorschlag einreichen. Auch Einzelbewerber benötigten jeweils 100 Unterstützungsunterschriften. Einige Parteien beklagten die Frist und den hohen Aufwand, auch, weil der Zeitraum in den Wahlkampf der Bundestagswahl fiel. NPD und DKP gaben gegenüber NDR Info an, deswegen nicht anzutreten. Auch die AfD, die beim regulären Wahltermin mit einem Einzug in den Bundestag keine Unterschriften mehr benötigt hätte, fiel unter diese Regelung.

### Spitzenkandidaten von in Umfragen regelmäßig genannten Parteien

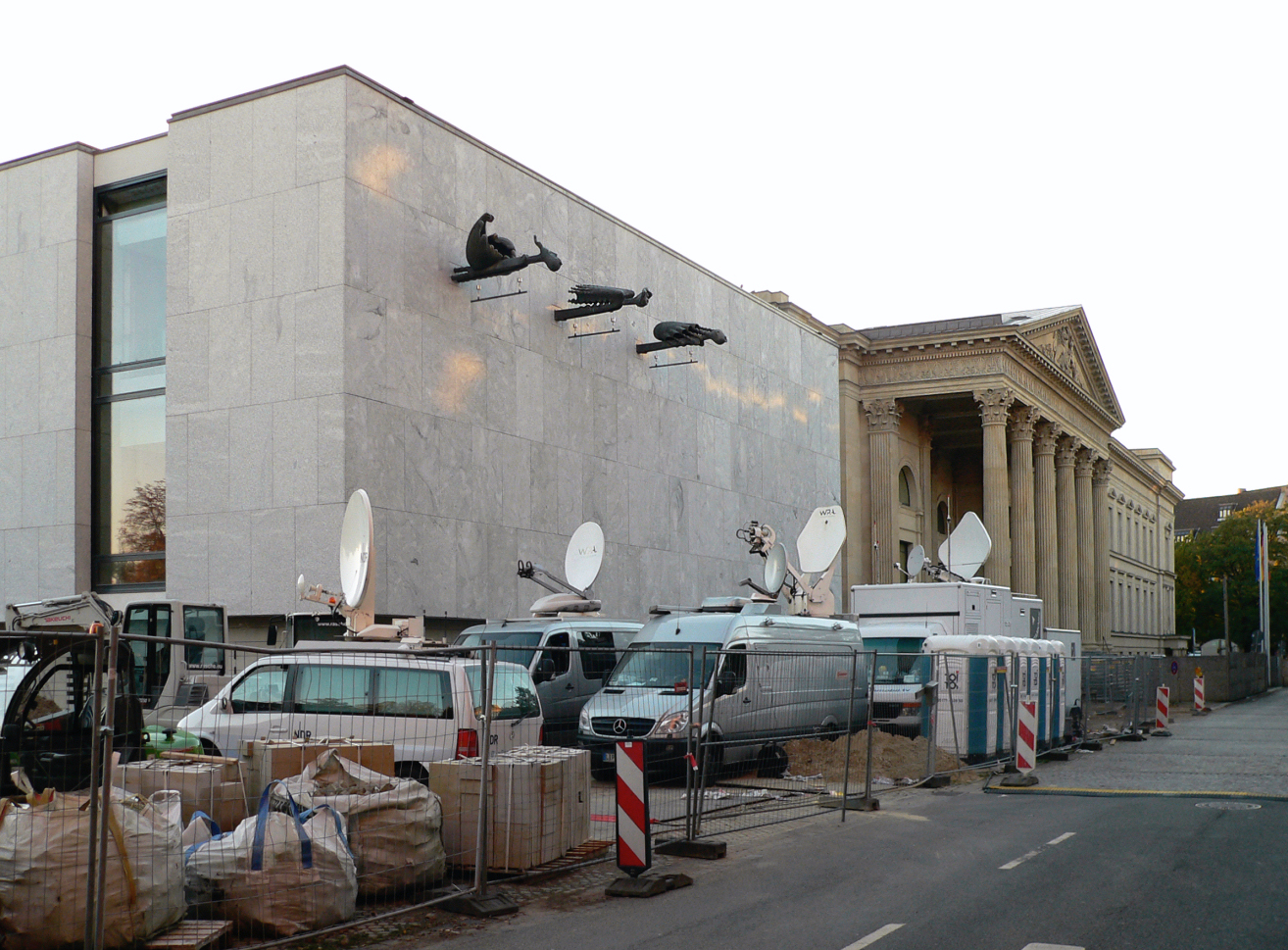
Übertragungswagen vor dem Niedersächsischen Landtag (Plenarsaal und Säuleneingang des Leineschlosses) am Wahlabend

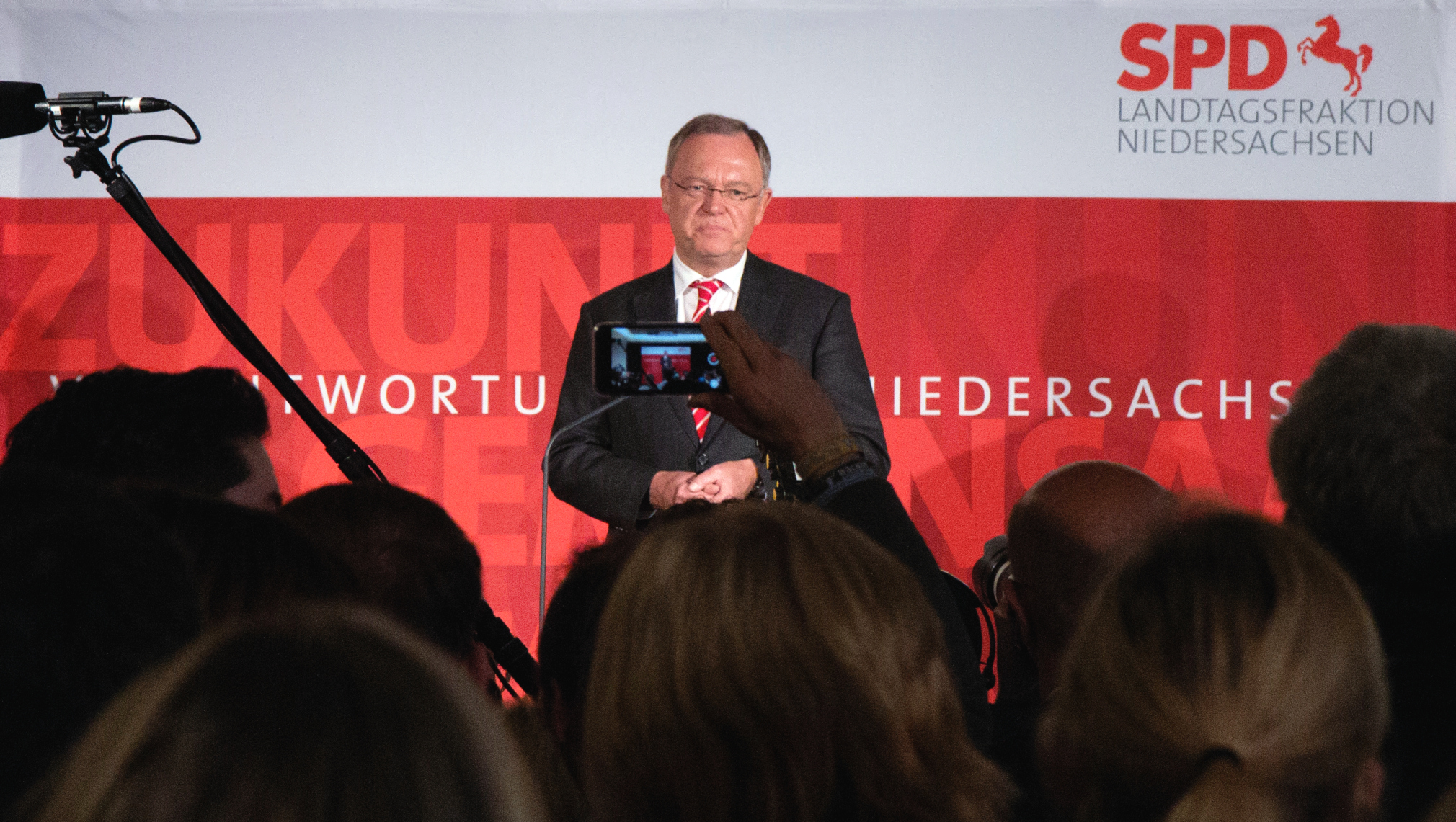
Ministerpräsident Weil im Saal der SPD-Landtagsfraktion am Wahlabend

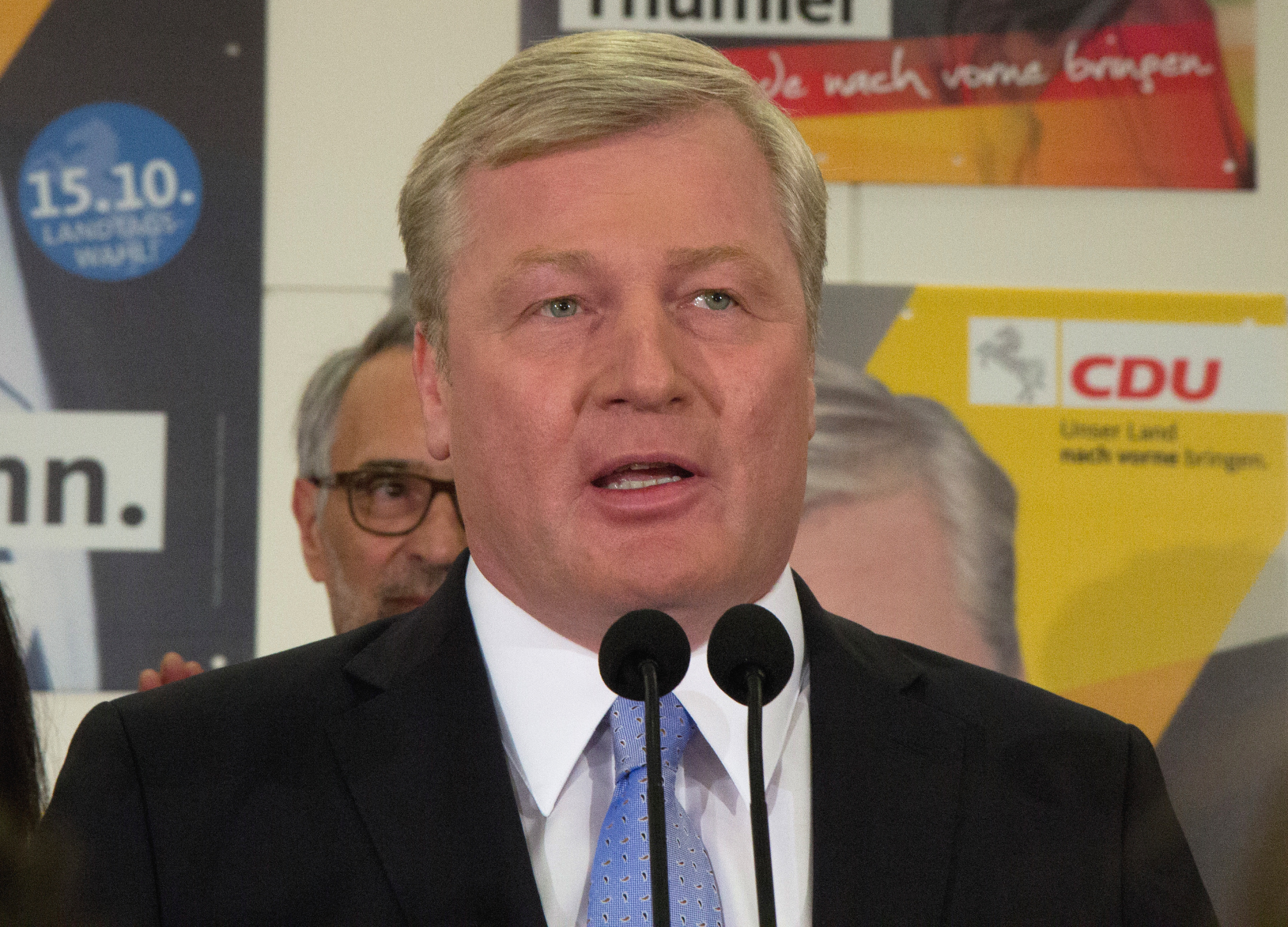
CDU-Spitzenkandidat Bernd Althusmann im Saal der CDU-Landtagsfraktion am Wahlabend

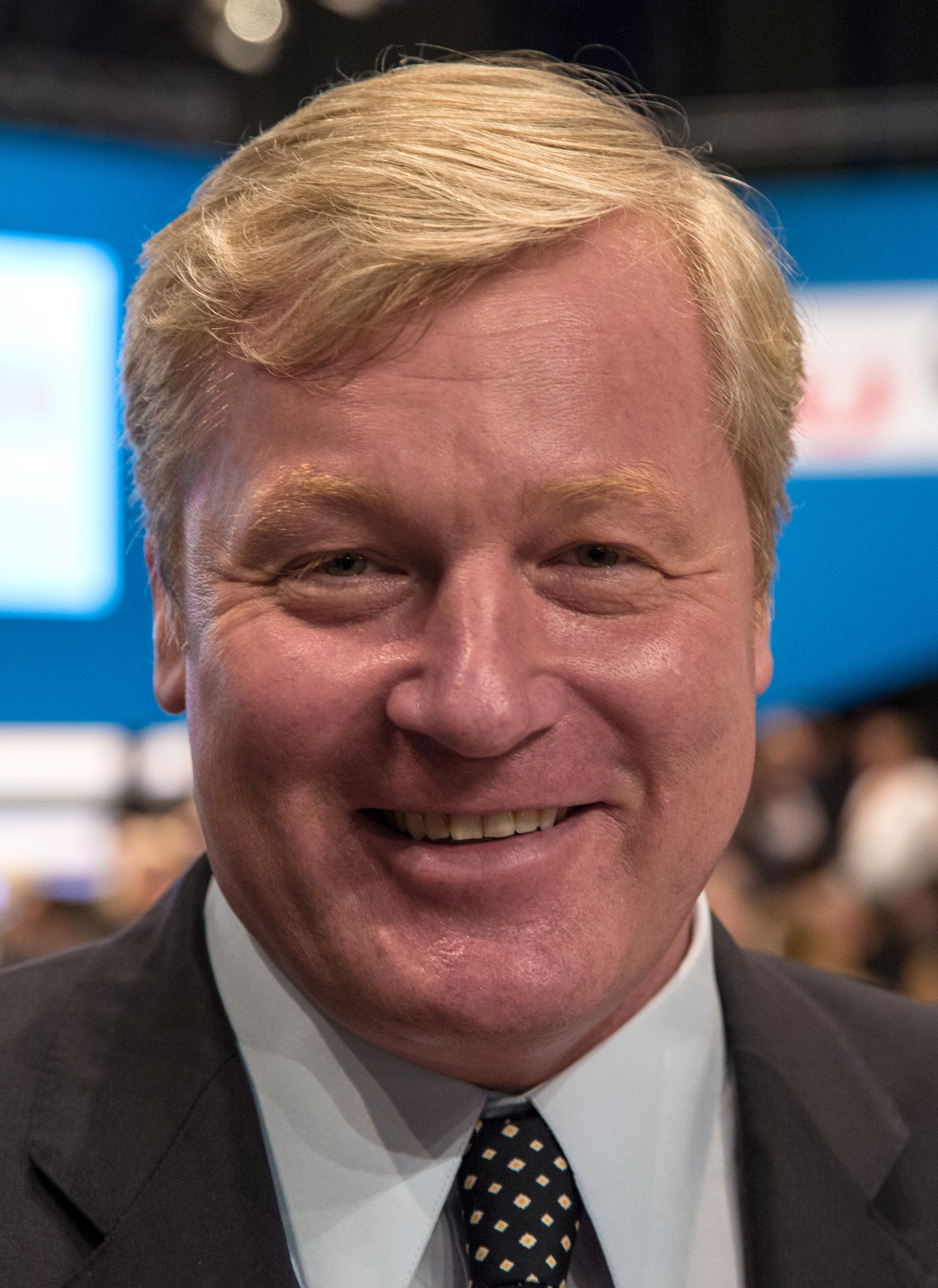
Bernd Althusmann (CDU)
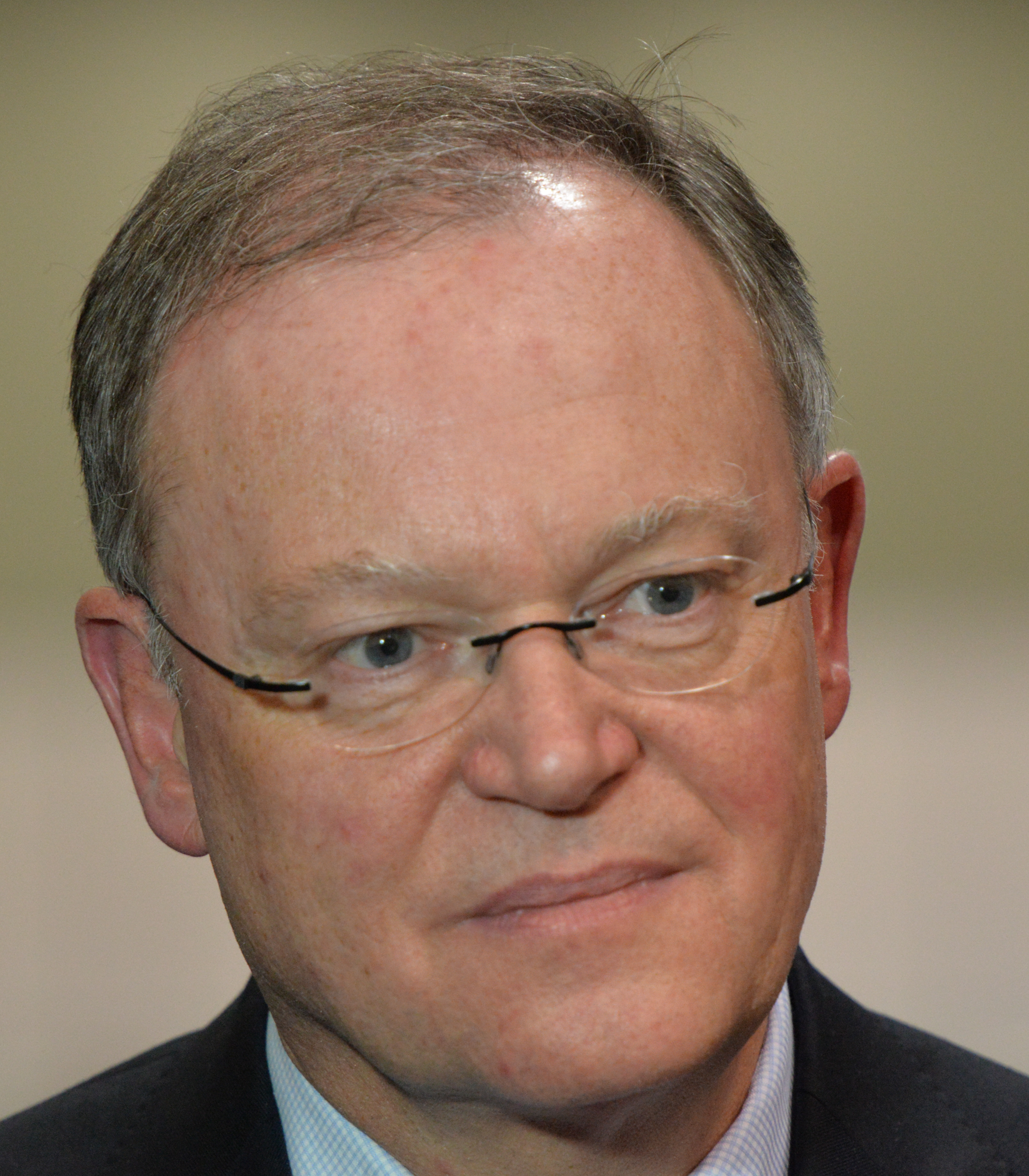
Stephan Weil (SPD)
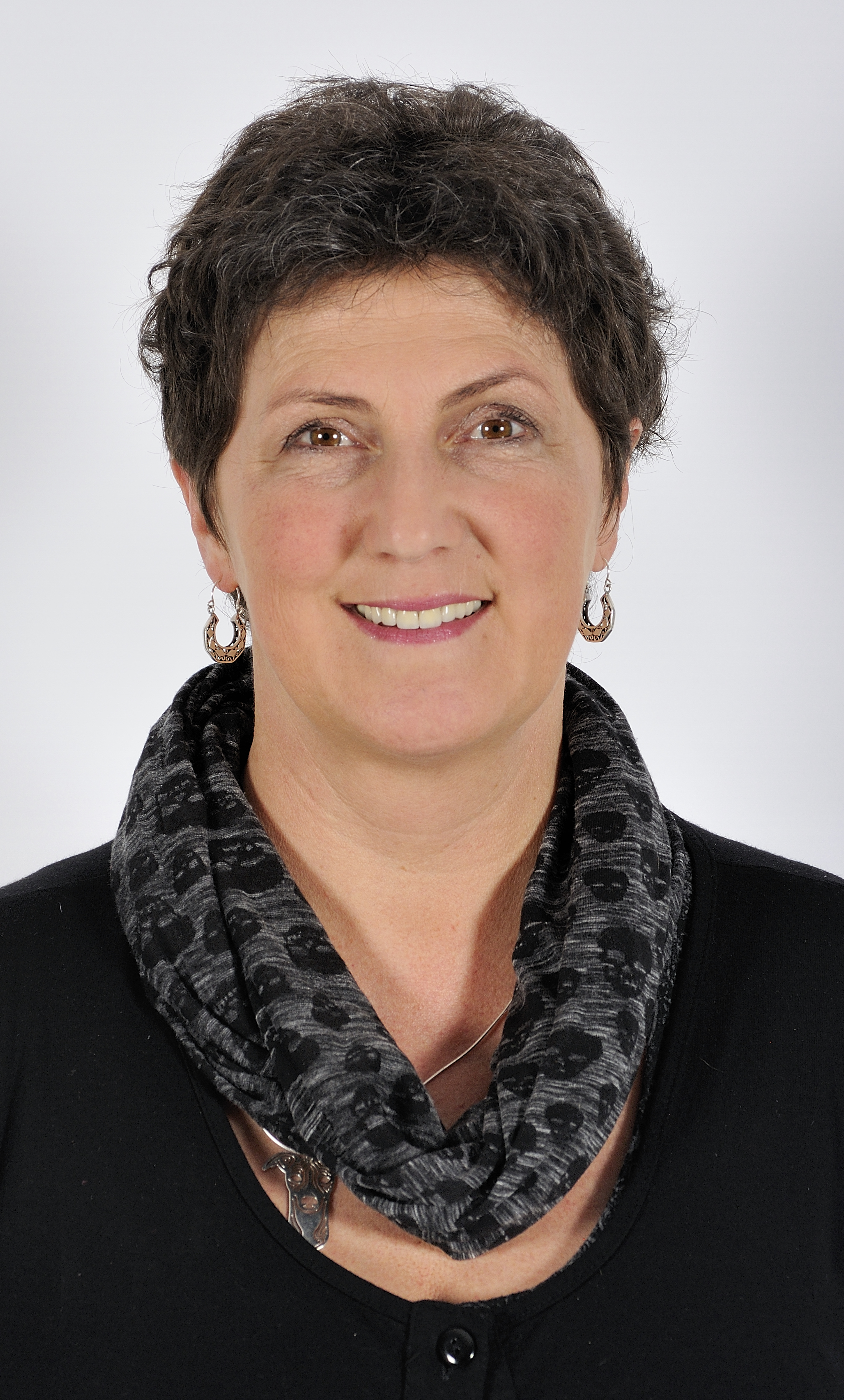
Anja Piel (Grüne)
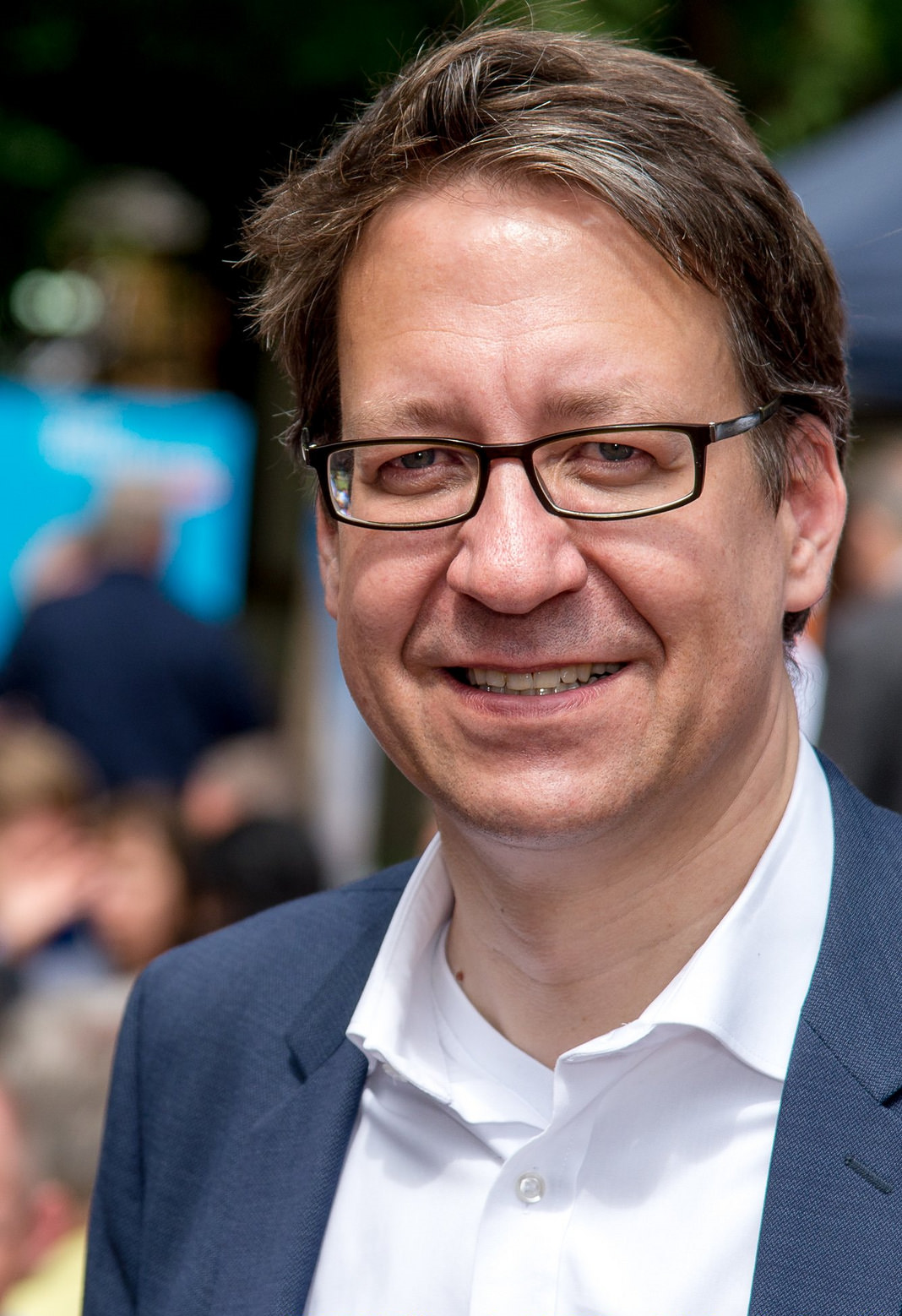
Stefan Birkner (FDP)
Anja Stoeck (Linke)
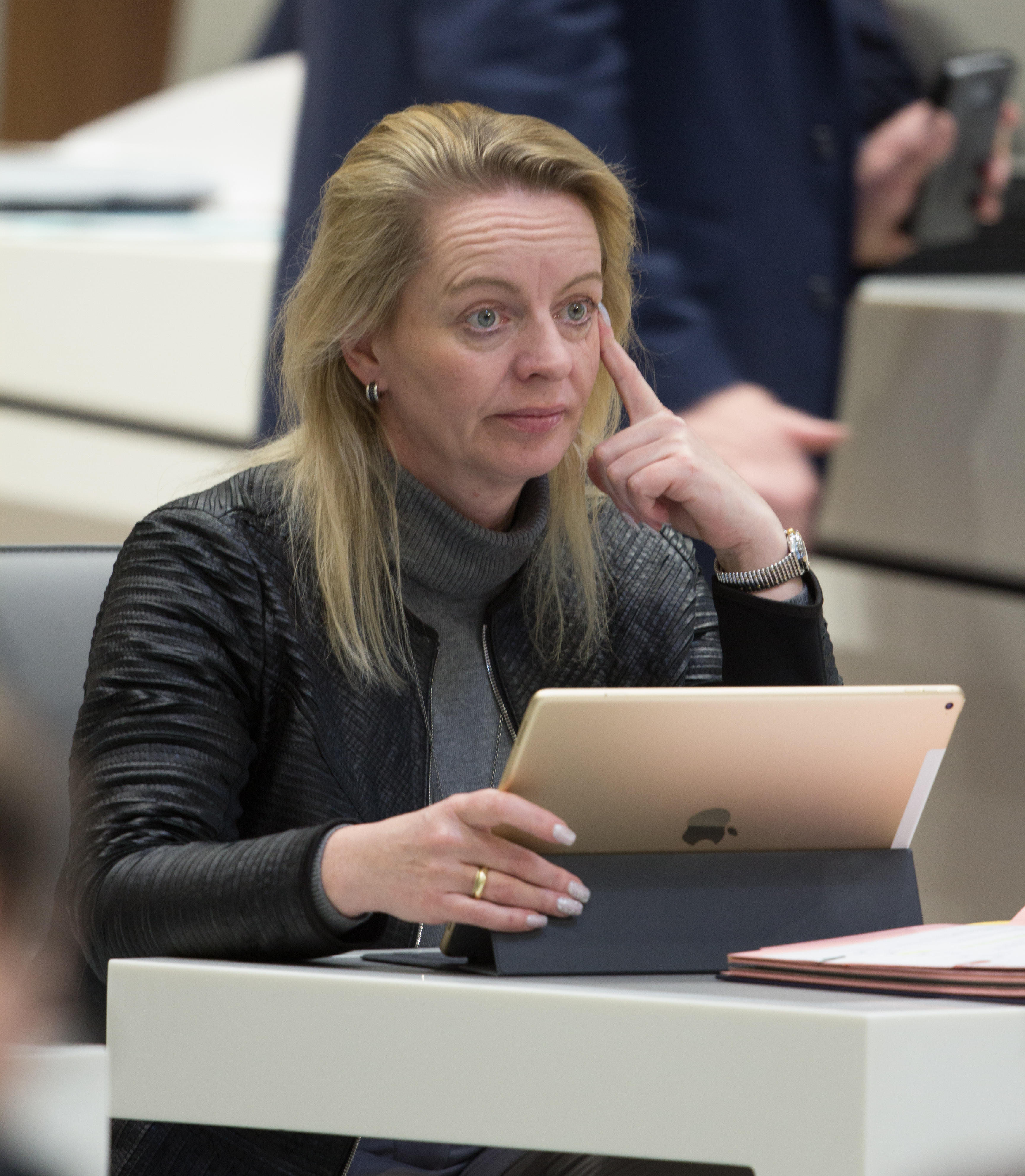
Dana Guth (AfD)

CDU
Am 17. September 2016 wurde Bernd Althusmann in einer gemeinsamen Sitzung von CDU-Landesvorstand und -Landtagsfraktion als CDU-Landesvorsitzender und Spitzenkandidat für die Landtagswahl nominiert. Der Landesparteitag der CDU Niedersachsen wählte ihn am 26. November 2016 in Hameln zum Landesvorsitzenden und bestätigte einstimmig seine Wahl zum Spitzenkandidaten. Am 6. Mai 2017 wurde Althusmann auf der Landesvertreterversammlung in Hannover auf Platz 1 der Landesliste gewählt.
SPD
Ministerpräsident Stephan Weil kündigte am 7. August 2017 bei der Ankündigung einer vorgezogenen Neuwahl an, wieder als SPD-Spitzenkandidat anzutreten. Am 3. September 2017 wurde er auf einem Parteitag in Hannover einstimmig zum Spitzenkandidaten gewählt.
Bündnis 90/Die Grünen
Am 11. August 2017 wurde auf der Landesdelegiertenkonferenz in Göttingen die Fraktionsvorsitzende Anja Piel als Spitzenkandidatin gewählt.
FDP
Der FDP-Landesvorsitzende Stefan Birkner wurde am 13. August 2017 auf einem Parteitag in Hannover als Spitzenkandidat gewählt.
Die Linke
Die Landesvorsitzende Anja Stoeck wurde auf einem Parteitag in Braunschweig am 20. Mai 2017 mit 72 Prozent der Stimmen zur Spitzenkandidatin der Linken gewählt.
AfD
Auf einem zweitägigen Parteitag am 5./6. August 2017 wurde die Göttinger AfD-Kreisvorsitzende Dana Guth zur Spitzenkandidatin für die Landtagswahl gewählt. Am 29. September 2017 beschloss die AfD-Fraktion im Göttinger Kreistag den sofortigen Fraktionsausschluss Guths wegen „Differenzen in der Zusammenarbeit“. Der Landesvorsitzende Armin-Paul Hampel kritisierte den Beschluss als kontraproduktiv im Hinblick auf die Landtagswahl.

## Umfragen und Prognosen

### Sonntagsfrage
| Institut | Datum      | CDU    | SPD    | Grüne  | FDP   | Linke | AfD   | Sonst. |
| Landtagswahl 2017 | 15.10.2017 | 33,6 % | 36,9 % | 8,7 %  | 7,5 % | 4,6 % | 6,2 % | 2,4 %  |
| --- | ---------- | ------ | ------ | ------ | ----- | ----- | ----- | ------ |
| Forschungsgruppe Wahlen | 12.10.2017 | 33 %   | 34,5 % | 9 %    | 9 %   | 5 %   | 7 %   | 2,5 %  |
| INSA | 09.10.2017 | 32 %   | 33 %   | 10 %   | 10 %  | 5 %   | 7 %   | 3 %    |
| Forschungsgruppe Wahlen | 06.10.2017 | 33 %   | 33 %   | 9 %    | 10 %  | 5 %   | 7 %   | 3 %    |
| Infratest dimap | 05.10.2017 | 34 %   | 34 %   | 8,5 %  | 8 %   | 4,5 % | 8 %   | 3 %    |
| Infratest dimap | 28.09.2017 | 35 %   | 34 %   | 9 %    | 8 %   | 5 %   | 6 %   | 3 %    |
| \| Institut \| Datum \| CDU \| SPD \| Grüne \| FDP \| Linke \| AfD \| Sonst. \| \| --------------------------- \| ---------- \| ---- \| ---- \| ----- \| --- \| ----- \| --- \| ------ \| \| Infratest dimap[22] \| 07.09.2017 \| 37 % \| 32 % \| 10 % \| 6 % \| 5 % \| 7 % \| 3 % \| \| dimap[22] \| 30.08.2017 \| 39 % \| 31 % \| 8 % \| 8 % \| 4 % \| 8 % \| 2 % \| \| Infratest dimap[22] \| 10.08.2017 \| 40 % \| 32 % \| 9 % \| 7 % \| 3 % \| 6 % \| 3 % \| \| INSA[22] \| 09.08.2017 \| 40 % \| 28 % \| 9 % \| 9 % \| 5 % \| 7 % \| 2 % \| \| INSA[22] \| 27.05.2017 \| 41 % \| 27 % \| 8 % \| 9 % \| 5 % \| 6 % \| 4 % \| \| Forsa[22] \| 06.05.2017 \| 35 % \| 36 % \| 8 % \| 6 % \| 4 % \| 6 % \| 5 % \| \| Infratest dimap[22] \| 20.01.2017 \| 35 % \| 31 % \| 14 % \| 6 % \| 4 % \| 8 % \| 2 % \| \| Forsa[22] \| 11.01.2017 \| 34 % \| 32 % \| 12 % \| 6 % \| 4 % \| 7 % \| 5 % \| \| INSA[22] \| 19.10.2016 \| 33 % \| 31 % \| 12 % \| 8 % \| 5 % \| 7 % \| 4 % \| \| Forsa[22] \| 28.11.2015 \| 35 % \| 33 % \| 14 % \| 6 % \| 4 % \| 4 % \| 4 % \| \| INSA[22] \| 07.09.2015 \| 37 % \| 29 % \| 14 % \| 6 % \| 6 % \| 3 % \| 5 % \| \| Infratest dimap[22] \| 03.07.2015 \| 40 % \| 29 % \| 14 % \| 5 % \| 5 % \| 2 % \| 3 % \| \| GMS[22] \| 24.01.2015 \| 41 % \| 30 % \| 14 % \| 3 % \| 4 % \| 4 % \| 4 % \| \| Forschungsgruppe Wahlen[22] \| 20.01.2014 \| 40 % \| 32 % \| 13 % \| 4 % \| 5 % \| 3 % \| 3 % \| |            |        |        |        |       |       |       |        |
| Landtagswahl 2013 | 20.01.2013 | 36,0 % | 32,6 % | 13,7 % | 9,9 % | 3,1 % | —     | 4,7 %  |
| Institut | Datum      | CDU    | SPD    | Grüne  | FDP   | Linke | AfD   | Sonst. |
| Infratest dimap | 07.09.2017 | 37 %   | 32 %   | 10 %   | 6 %   | 5 %   | 7 %   | 3 %    |
| dimap | 30.08.2017 | 39 %   | 31 %   | 8 %    | 8 %   | 4 %   | 8 %   | 2 %    |
| Infratest dimap | 10.08.2017 | 40 %   | 32 %   | 9 %    | 7 %   | 3 %   | 6 %   | 3 %    |
| INSA | 09.08.2017 | 40 %   | 28 %   | 9 %    | 9 %   | 5 %   | 7 %   | 2 %    |
| INSA | 27.05.2017 | 41 %   | 27 %   | 8 %    | 9 %   | 5 %   | 6 %   | 4 %    |
| Forsa | 06.05.2017 | 35 %   | 36 %   | 8 %    | 6 %   | 4 %   | 6 %   | 5 %    |
| Infratest dimap | 20.01.2017 | 35 %   | 31 %   | 14 %   | 6 %   | 4 %   | 8 %   | 2 %    |
| Forsa | 11.01.2017 | 34 %   | 32 %   | 12 %   | 6 %   | 4 %   | 7 %   | 5 %    |
| INSA | 19.10.2016 | 33 %   | 31 %   | 12 %   | 8 %   | 5 %   | 7 %   | 4 %    |
| Forsa | 28.11.2015 | 35 %   | 33 %   | 14 %   | 6 %   | 4 %   | 4 %   | 4 %    |
| INSA | 07.09.2015 | 37 %   | 29 %   | 14 %   | 6 %   | 6 %   | 3 %   | 5 %    |
| Infratest dimap | 03.07.2015 | 40 %   | 29 %   | 14 %   | 5 %   | 5 %   | 2 %   | 3 %    |
| GMS | 24.01.2015 | 41 %   | 30 %   | 14 %   | 3 %   | 4 %   | 4 %   | 4 %    |
| Forschungsgruppe Wahlen | 20.01.2014 | 40 %   | 32 %   | 13 %   | 4 %   | 5 %   | 3 %   | 3 %    |

### Ministerpräsidentenumfrage
Für die Frage, wen die Bürger direkt zum Ministerpräsidenten wählen würden, gaben die Meinungsforschungsinstitute folgende Werte an:
| Institut | Datum      | Stephan Weil (SPD) | Bernd Althusmann (CDU) |
| --- | ---------- | ------------------ | ---------------------- |
| Forschungsgruppe Wahlen | 15.10.2017 | 50 %               | 32 %                   |
| Infratest dimap | 15.10.2017 | 50 %               | 35 %                   |
| \| Institut \| Datum \| Stephan Weil (SPD) \| Bernd Althusmann (CDU) \| \| ----------------------- \| ---------- \| ------------------ \| ---------------------- \| \| Forschungsgruppe Wahlen \| 12.10.2017 \| 49 % \| 31 % \| \| Forschungsgruppe Wahlen \| 06.10.2017 \| 49 % \| 29 % \| \| Infratest dimap \| 05.10.2017 \| 45 % \| 24 % \| \| Infratest dimap \| 28.09.2017 \| 48 % \| 25 % \| \| Infratest dimap \| 07.09.2017 \| 47 % \| 24 % \| \| Infratest dimap \| 10.08.2017 \| 45 % \| 34 % \| \| Infratest dimap \| 20.01.2017 \| 51 % \| 26 % \| |            |                    |                        |
| Institut | Datum      | Stephan Weil (SPD) | Bernd Althusmann (CDU) |
| Forschungsgruppe Wahlen | 12.10.2017 | 49 %               | 31 %                   |
| Forschungsgruppe Wahlen | 06.10.2017 | 49 %               | 29 %                   |
| Infratest dimap | 05.10.2017 | 45 %               | 24 %                   |
| Infratest dimap | 28.09.2017 | 48 %               | 25 %                   |
| Infratest dimap | 07.09.2017 | 47 %               | 24 %                   |
| Infratest dimap | 10.08.2017 | 45 %               | 34 %                   |
| Infratest dimap | 20.01.2017 | 51 %               | 26 %                   |

## Ergebnis

Erststimmenmehrheit in den Wahlkreisen (rot = SPD, schwarz = CDU)

| Listen                       | Listen            | Erststimmen | Erststimmen | Erststimmen | Erststimmen | Zweitstimmen | Zweitstimmen | Zweitstimmen | Zweitstimmen | Mandate | Mandate |
| Listen                       | Listen            | Stimmen     | %           | +/-         | Mandate     | Stimmen      | %            | +/-          | Mandate      | Anzahl  | +/-     |
| ---------------------------- | ----------------- | ----------- | ----------- | ----------- | ----------- | ------------ | ------------ | ------------ | ------------ | ------- | ------- |
|                              | SPD               | 1.508.686   | 39,6        | +2,0        | 55          | 1.413.846    | 36,9         | +4,3         | –            | 55      | +6      |
|                              | CDU               | 1.420.083   | 37,3        | –5,3        | 32          | 1.287.191    | 33,6         | –2,4         | 18           | 50      | –4      |
|                              | GRÜNE             | 283.328     | 7,4         | –3,0        | –           | 334.131      | 8,7          | –5,0         | 12           | 12      | –8      |
|                              | FDP               | 226.554     | 5,9         | +2,6        | –           | 287.957      | 7,5          | –2,4         | 11           | 11      | –3      |
|                              | AfD               | 174.511     | 4,6         | N/A         | –           | 235.853      | 6,2          | N/A          | 9            | 9       | +9      |
|                              | DIE LINKE         | 170.660     | 4,5         | +1,4        | –           | 177.118      | 4,6          | +1,5         | –            | –       | –       |
|                              | Tierschutzpartei  | –           | –           | N/A         | –           | 27.108       | 0,7          | N/A          | –            | –       | –       |
|                              | DIE PARTEI        | 9.097       | 0,2         | N/A         | –           | 22.578       | 0,6          | N/A          | –            | –       | –       |
|                              | FREIE WÄHLER      | 11.348      | 0,3         | –0,8        | –           | 14.869       | 0,4          | –0,7         | –            | –       | –       |
|                              | PIRATEN           | 2.350       | 0,1         | –1,4        | –           | 8.449        | 0,2          | –1,9         | –            | –       | –       |
|                              | BGE               | –           | –           | N/A         | –           | 5.125        | 0,1          | N/A          | –            | –       | –       |
|                              | DM                | –           | –           | N/A         | –           | 4.482        | 0,1          | N/A          | –            | –       | –       |
|                              | V-Partei³         | –           | –           | N/A         | –           | 4.151        | 0,1          | N/A          | –            | –       | –       |
|                              | ÖDP               | 735         | 0,0         | N/A         | –           | 4.042        | 0,1          | N/A          | –            | –       | –       |
|                              | LKR               | 488         | 0,0         | N/A         | –           | 950          | 0,0          | N/A          | –            | –       | –       |
|                              | Bündnis C         | 425         | 0,0         | N/A         | –           | –            | –            | N/A          | –            | –       | –       |
|                              | Die Grauen        | 260         | 0,0         | N/A         | –           | –            | –            | N/A          | –            | –       | –       |
|                              | Einzelbewerber    | 2.447       | 0,1         | ±0,0        | –           | –            | –            | –            | –            | –       | –       |
| Gesamt                       | Gesamt            | 3.810.972   | 100         |             | 87          | 3.827.850    | 100          |              | 50           | 137     | –       |
|                              |                   |             |             |             |             |              |              |              |              |         |         |
| Ungültige Stimmen            | Ungültige Stimmen | 37.893      | 1,0         | –0,4        |             | 21.015       | 0,5          | –0,8         |              |         |         |
| Wähler                       | Wähler            | 3.848.865   | 63,1        | +3,7        |             | 3.848.865    | 63,1         | +3,7         |              |         |         |
| Wahlberechtigte              | Wahlberechtigte   | 6.098.379   |             |             |             | 6.098.379    |              |              |              |         |         |
|                              |                   |             |             |             |             |              |              |              |              |         |         |
| Quelle: Der Bundeswahlleiter |                   |             |             |             |             |              |              |              |              |         |         |

## Regierungsbildung
Der bisherigen rot-grünen Koalition fehlten nach der Wahl zwei Sitze, um ihr Bündnis fortsetzen zu können. Ebenso verfehlten CDU und FDP eine Mehrheit, weshalb neue Konstellationen verhandelt werden mussten. Die FDP schloss eine Ampelkoalition mit SPD und Grünen aus, während die Grünen eine Jamaika-Koalition mit CDU und FDP ausschlossen. Damit blieb als einzige Option eine Große Koalition.
SPD und CDU verständigten sich Ende Oktober 2017 auf Sondierungsgespräche und gaben am 16. November 2017 in Hannover bekannt, sich auf die Bildung einer gemeinsamen Regierung geeinigt zu haben. Ein außerordentlicher Landesparteitag der SPD stimmte am 18. November 2017 der Koalitionsvereinbarung mit großer Mehrheit zu. Der CDU-Landesausschuss votierte am 20. November einstimmig für die Koalitionsvereinbarung. Der Koalitionsvertrag wurde am 21. November 2017 unterzeichnet. Am 22. November 2017 wurde Stephan Weil vom Niedersächsischen Landtag zum Ministerpräsidenten gewählt (Kabinett Weil II). Er erhielt 104 von 137 Stimmen und damit eine Stimme weniger, als die Koalitionsfraktionen SPD und CDU Mitglieder im Landtag haben.